# Kołacin (Grande-Pologne)
Pour les articles homonymes, voir Kołacin.
Kołacin (prononciation : [kɔˈwat͡ɕin]) est un village polonais de la gmina de Książ Wielkopolski dans le powiat de Śrem de la voïvodie de Grande-Pologne dans le centre-ouest de la Pologne.
Il se situe à environ 8 kilomètres au sud de Książ Wielkopolski (siège de la gmina), à 20 kilomètres au sud-est de Śrem (siège du powiat) et à 51 kilomètres au sud-est de Poznań (capitale régionale).

## Histoire
De 1815 à 1919, Kolacin fait partie de l'arrondissement de Schrimm dans le district de Posen dans la province de Posnanie.
De 1975 à 1998, le village faisait partie du territoire de la voïvodie de Poznań.

Depuis 1999, Kołacin est situé dans la voïvodie de Grande-Pologne.